# شارلوت سمول
ولدت تشارلوت سمول في عام 1785 وتوفيت في عام 1857 , كانت زوجة المستكشف وصانع الخرائط (ديفيد تومبسون) وابنة شريك شركة نورث وست المستثمر باترك سمول، كان اخوانها يشاركن في تجارة الفراء، وكان باتريك سمول الابن كاتبا في شركة نورت ويست وكانت نانسي سمول أول زوجة لشريك نورث ويست.
كان لشارلوت 13 طفلا مع ديفيد طومسون، وغالبا ما سافرت هي والأولاد مع طومسون في رحلاته المختلفة التي تمتد من جبال الروكي إلى كيبيك، حيث بلغ متوسط عدد سفراتها مع وزجها أكثر من سفراته مع المستكشفين لويس وكلارك.
عندما كتب ديفيد تومبسون في مجلته «اليوم تزوج شارلوت سمول»، كان يمكن أن يتخيل القليل من الوقت الذي سيحترم فيه هذا الالتزام. في الوقت الذي كان فيه المستكشفون والتجار الأوروبيون يتخلون عن زوجاتهم وأطفالهم لحياتهم وعائلاتهم في كندا أو أوروبا، ظل ديفيد تومسون وفياً للوعود التي قطعها، والبقاء إلى جانب «زوجته الجميلة» وتقديمها لها ولعائلاتهم 13 طفلا. كان الزوجان متزوجين لمدة 58 عامًا حتى وفاة تومبسون في عام 1857. توفيت شارلوت سمول بعد بضعة أشهر في 4 مايو 1857. تم دفنها معًا في مقبرة ماونت رويال، مونتريال، كيبيك، كندا